# 巴拉克利亞區

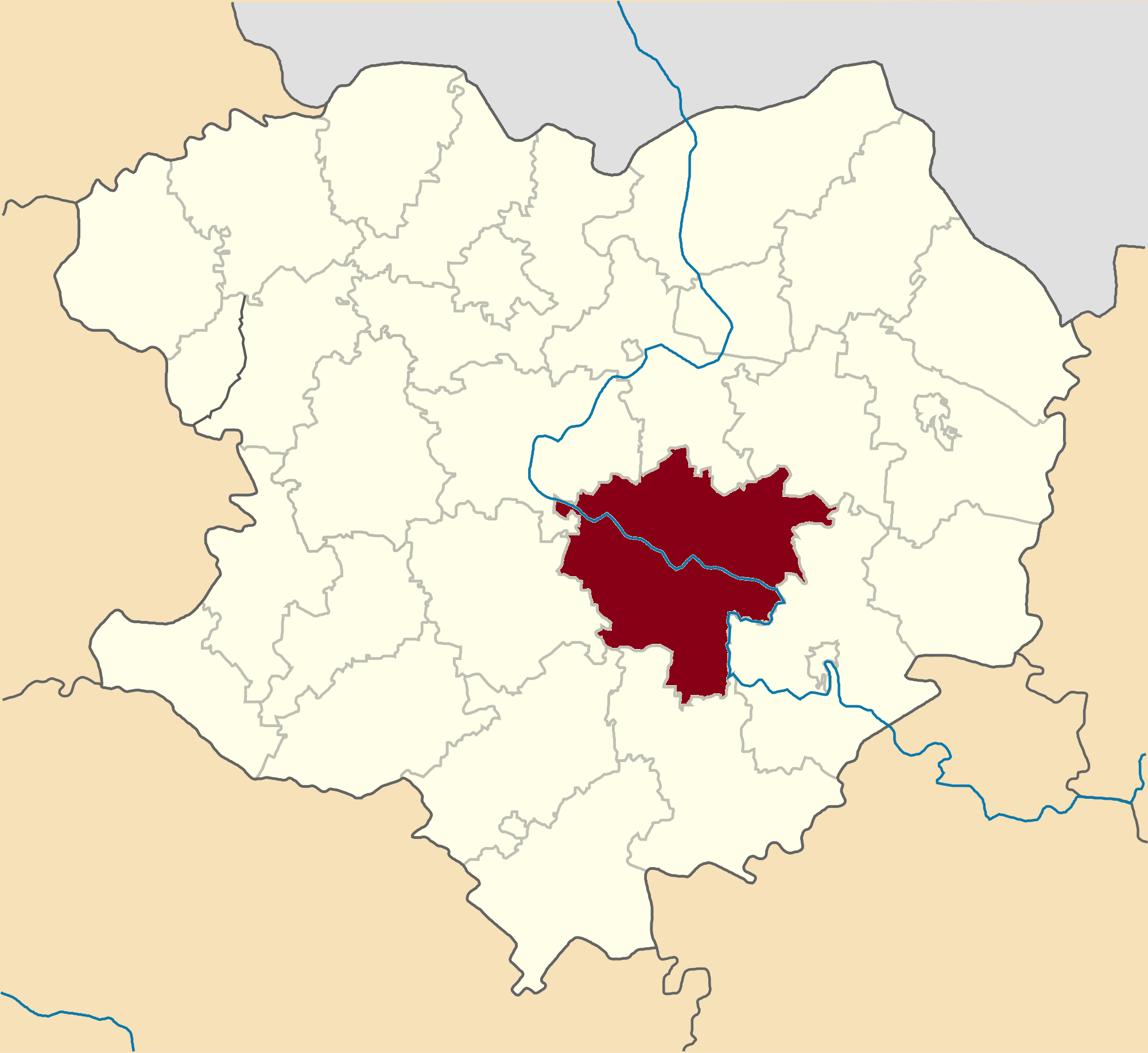
废除前巴拉克利亞區在哈尔科夫州的位置

巴拉克利亞區（烏克蘭語：Балаклійський район），又按俄语名译为巴拉克列亞區（俄语：Балаклейский район），曾是烏克蘭東部哈爾科夫州的一個區，行政中心設於巴拉克利亚，面積1,986平方公里，2013年人口83,497，人口密度每平方公里42.03人。
该区在2020年7月18日的乌克兰行政区划改革中被撤销，改革后哈爾科夫州下分为7个区，巴拉克利亞區合并至伊久姆區。